# Akerogammarus knipowitschi
Akerogammarus knipowitschi is een vlokreeftensoort uit de familie van de Gammaridae. De wetenschappelijke naam van de soort is voor het eerst geldig gepubliceerd in 1967 door Derzhavin & Pjatakova.